# Капитан Марвел (фильм)
«Капита́н Ма́рвел» (англ. Captain Marvel) — американский супергеройский фильм 2019 года, основанный на комиксах о Кэрол Дэнверс / Капитане Марвел издательства Marvel Comics, созданный Marvel Studios и распространяемый Walt Disney Studios Motion Pictures. Является двадцать первой картиной кинематографической вселенной Marvel. Режиссёрами и сценаристами фильма выступили Анна Боден и Райан Флек, а Женева Робертсон-Дуорет также стала соавтором сценария. Бри Ларсон исполнила роль Кэрол Дэнверс. В фильме также сыграли Сэмюэл Л. Джексон, Бен Мендельсон, Джимон Хонсу, Ли Пейс, Лашана Линч, Джемма Чан, Аннетт Бенинг, Кларк Грегг и Джуд Лоу.
Разработка фильма началась в мае 2013 года. Он был официально анонсирован в октябре 2014 года и стал первым фильмом Marvel Studios, сконцентрированным на супергероине. Николь Перлман и Мег Лефов были наняты для написания сценария в апреле 2015 года; они представили несколько вариантов сценария, перенявших элементы линии комиксов «Война крии и скруллов» (1971) Роя Томаса. О кастинге Бри Ларсон было объявлено на Комик-коне в Сан-Диего в 2016 году, а Райан Боден и Анна Флек стали режиссёрами в апреле 2017 года. Вскоре Женева Робертсон-Дуорет была нанята для переписывания сценария. Натурные съёмки начались в январе 2018 года, основная часть производства стартовала в марте того же года в Калифорнии и завершилась в Луизиане в июле. Для Сэмюэла Л. Джексона и Кларка Грегга, повторивших роли Ника Фьюри и Фила Колсона из предыдущих фильмов КВМ, были применены технологии цифрового омолаживания во время пост-продакшна для отражения обстановки 1990-х гг.
Мировая премьера фильма состоялась 27 февраля 2019 года в Лондоне. Лента вышла в прокат в России 7 марта 2019 года, в США — 8 марта. Картина стала частью Третьей фазы КВМ. Мировые сборы ленты составили более $1,1 млрд, что стало первым подобным достижением для кинокартины о супергероине. Фильм стал 5-м самым успешным проектом 2019 года и 23-м самым кассовым фильмом в истории. «Капитан Марвел» получила сдержанно-положительные оценки критиков, которые отметили актёрскую игру Бри Ларсон. Продолжение, лента «Капитан Марвел 2», вышло в прокат в ноябре 2023 года.

## Сюжет
1995 год. Хала, столица Империи Крии. Верс, член элитного разведывательного отряда «Звёздная сила», страдает от постоянных ночных кошмаров. Йон-Рогг, её личный наставник и командор отряда, уже несколько лет обучает её боевым искусствам, а также учит контролировать свои способности и эмоции. А Высший Разум (искусственный интеллект, правительство Крии) призывает Верс верно служить своей расе.
Уже много веков идёт ожесточённая война между Крии и скруллами, расой метаморфов. Во время миссии по спасению разведчика крии, посланного на планету Торфа с тайным заданием и попавшего в плен к скруллам, Верс оказывается захваченной командиром скруллов Талосом и подвергается исследованиям, целью которых является поиск в подсознании Верс координат сверхсветового двигателя, необходимого для скруллов. Верс удаётся сбежать с корабля скруллов, но из-за полученных повреждений её спасательная капсула разрушается, и героиня терпит крушение над Лос-Анджелесом. Её внезапное появление на Земле привлекает внимание агентов организации «Щ.И.Т.» Ника Фьюри и Фила Колсона. Но разговор героев прерывает внезапно появившийся скрулл. В последовавшей за этим погоне Верс находит кристалл, содержащий её настоящие воспоминания, извлечённые скруллами; а Фьюри убивает другого скрулла, замаскировавшегося под Колсона. Талос, замаскировавшийся, в свою очередь, под главу «Щ.И.Т.» Келлера, убеждает Фьюри встретиться и поработать с Верс.
Используя допуск Фьюри на сверхсекретную базу «П.Е.Г.А.С», Верс обнаруживает, что она раньше была пилотом ВВС. Как говорится в отчёте, героиня погибла после испытания экспериментального двигателя, разработанного доктором Венди Лоусон, которую Верс и видела в своих ночных кошмарах (и Высший Разум Крии представал перед Верс именно в облике доктора Лоусон). Из данных базы следует, что есть свидетель произошедших событий, бывший пилот ВВС Мария Рамбо. Фьюри и Верс вместе с кошкой Лоусон по кличке Гуся сбегают от Талоса на грузовом самолёте, направляясь в Новый Орлеан, Луизиану, чтобы найти Рамбо.
Встретившись с Марией и её дочерью, Верс начинает вспоминать своё настоящее прошлое и узнаёт своё имя — Кэрол Дэнверс. Талос находит Фьюри и Кэрол. Он рассказывает, что скруллы — лишь беженцы, ищущие новый дом после того, как подняли восстание против бесчинств и преступлений расы Крии. Доктор Лоусон, на самом деле, родом с Халы, была тайным агентом, носила имя Мар-Велл и изучала возможности использования сверхсветового двигателя для защиты скруллов от крии. Талос решает воспроизвести для Кэрол последнюю запись с чёрного ящика того разбившегося самолёта. Это заставляет Дэнверс вспомнить все события катастрофы. Кэрол и доктор Лоусон тогда летели в секретную лабораторию, но оказались подбиты кораблём крии, управляемым Йон-Роггом и Миннь-Эрвой. Перед смертью Лоусон рассказала Дэнверс всю правду и приказала уничтожить энергетическое ядро двигателя. Но случилось так, что всю энергию ядра после взрыва поглотила Кэрол, что стёрло все её воспоминания. После этого крии забрали Дэнверс на Халу и перелили ей кровь Йон-Рогга, вживив в шею специальный чип, блокировавший основные способности героини. Вспомнив всё это, Кэрол решает порвать с Крии навсегда. Координаты лаборатории Лоусон оказываются пространственной точкой на орбите Земли. Кэрол, Фьюри, кошка Гуся, Мария Рамбо и Талос летят туда и находят скрытый корабль, где прячется группа скруллов (включая семью Талоса), защищающих Тессеракт, источник энергии сверхсветового двигателя.
Йон-Рогг, Миннь-Эрва и другие члены «Звёздной силы» захватывают Кэрол и помещают её подсознание в реальность Высшего Разума. Во время разговора с Ним Дэнверс вырывает чип крии из своей шеи, получая доступ ко всем своим способностям. После этого разгорается сражение. Кэрол и Фьюри удаётся заполучить Тессеракт, который затем поглощает Гуся, которая оказывается совсем не кошкой, а инопланетянином из расы флеркинов, способным создавать внутри себя карманные вселенные. В сражение вступает флот Крии под командованием Ронана Обвинителя. Кэрол уничтожает баллистические ракеты, выпущенные крии в сторону Земли, а затем и один из их кораблей, вынуждая отступить Ронана, не готового противостоять её мощи. На Земле Йон-Рогг использует последнюю попытку одолеть Кэрол и вызывает её на равный поединок без суперспособностей. Но героиня нокаутирует его, выстрелив фотонным зарядом из своей руки. Кэрол милостиво отправляет Йон-Рогга обратно на Халу с предупреждением всему народу крии и Высшему Разуму не соваться на Землю.
Героиня оставляет Фьюри его модифицированный пейджер, с помощью которого он сможет связаться с ней в пределах двух-трёх галактик, но только в крайней безвыходной ситуации. Кэрол улетает с Земли, чтобы помочь скруллам найти новый дом и пресекать разгорающиеся во Вселенной конфликты. Фьюри окончательно теряет левый глаз из-за царапин, нанесённых ему Гусей во время сражения с Крии. Впоследствии он пустил слух, что из него таким способом выпытывали местоположение Тессеракта. Агент Фьюри составляет предложение «Защитники» по обороне Земли от новых инопланетных угроз. Посмотрев на фотографию Кэрол, с указанным на борту её самолёта позывным «Мститель», Ник решает дать своему предложению новое название: «Инициатива „Мстители“».
В первой сцене после титров, в 2018 году оставшиеся в живых после «щелчка» Таноса Мстители, а именно: Стив Роджерс, Наташа Романофф, Брюс Бэннер и Джеймс Роудс — анализируют на базе найденный пейджер Фьюри с логотипом Капитана Марвел, который Ник активировал перед своим исчезновением. В этот момент внезапно появляется Кэрол и спрашивает: «Где Фьюри?».
Во второй сцене после титров, в 1995 году, в кабинете Фьюри Гуся запрыгивает на стол и отрыгивает Тессеракт.

## Актёрский состав
| Актёр                            | Роль                                          |
| -------------------------------- | --------------------------------------------- |
| Бри Ларсон                       | Кэрол Дэнверс / Верс / Капитан Марвел         |
| Сэмюэл Л. Джексон                | агент Ник Фьюри                               |
| Бен Мендельсон                   | Талос / Келлер лидер Скруллов                 |
| Джимон Хонсу                     | Корат член «Звёздной силы»                    |
| Ли Пейс                          | Ронан Обвинитель                              |
| Лашана Линч                      | Мария Рамбо подруга Кэрол, пилот              |
| Джемма Чан                       | Миннь-Эрва член «Звёздной силы»               |
| Аннетт Бенинг                    | Высший Разум / Мар-Велл / доктор Венди Лоусон |
| Кларк Грегг                      | агент Фил Колсон                              |
| Джуд Лоу                         | Йон-Рогг лидер «Звёздной силы»                |
| Альхенис Перес Сото              | Атт-Ласс член «Звёздной силы»                 |
| Рюн Темт                         | Брон-Чар член «Звёздной силы»                 |
| Акира Акбар                      | Моника Рамбо дочь Марии                       |
| Азари Акбар                      | Моника Рамбо (5 лет)                          |
| Мэттью Мехер                     | Норекс                                        |
| Роберт Казински                  | «Дон»                                         |
| Вик Сахай                        | Торфан                                        |
| Чуку Моду                        | Со-Ларр шпион Кри                             |
| Колин Форд                       | Стив Дэнверс брат Кэрол                       |
| Кеннет Митчелл                   | Джозеф Дэнверс отец Кэрол                     |
| Маккенна Грейс                   | Кэрол (13 лет)                                |
| Лондон Фуллер                    | Кэрол (6 лет)                                 |
| Шэрон Блинн                      | Сорен жена Талоса                             |
| Оден Л. Офулс и Гарриет Л. Офулс | Г’айа дочь Талоса                             |
| Стэн Ли                          | пассажир поезда (камео)                       |
| Крис Эванс                       | Стив Роджерс / Капитан Америка (камео)        |
| Марк Руффало                     | Брюс Бэннер / Халк (камео)                    |
| Скарлетт Йоханссон               | Наташа Романофф / Чёрная вдова (камео)        |
| Дон Чидл                         | Джеймс «Роуди» Роудс / Воитель (камео)        |

## Производство

### Развитие
К маю 2013 года сценарий для «Мисс Марвел», прозвища Кэрол Дэнверс, был написан для Marvel Studios. Продюсер Луис Д’Эспозито заявил, что студия интересовалась созданием супергеройского фильма с участием женщин, сказав: «У нас есть сильные женские персонажи в наших фильмах от Чёрной вдовы до Пеппер Поттс и Пегги Картер, а вы никогда не знаете. Может быть, существует фильм-ответвление с одним из них или Капитан Марвел». Кевин Файги, президент Marvel Studios, сказал, что если Marvel создаст фильм под руководством женщин, то предпочёл бы «совершенно нового персонажа [в кинематографической вселенной Marvel], сделать историю происхождения. Мы много говорили о [Капитане Марвел]. Думаю, что это будет очень круто».
В октябре 2014 года Файги объявил, что фильм выйдет на экраны 6 июля 2018 года в рамках третьей фазы КВМ. Файги также упомянул, что они объявят сценариста и режиссёра «довольно скоро», заявив: «Мы делаем то, что делаем всегда, ищем лучших сценаристов, лучших режиссёров. Поэтому я не собираюсь сказать точно, что мы собираемся нанять кого-то из демографических групп, но мы встречаемся со многими людьми».
В феврале 2015 года Marvel перенёс дату релиза на 2 ноября 2018 года. В начале апреля Файги рассказал, что Капитан Марвел должна была появиться в фильме «Мстители: Эра Альтрона», заявив: «В раннем варианте сценария, да. Мы не хотели сразу представлять её в костюме с полным набором способностей до того, как вы узнаете, кто она и какова её история». Он также сказал, что Marvel был готов объявить сценаристов фильма: «мы надеемся, в следующие месяц-два», и к середине апреля, сосценарист «Стражей Галактики» Николь Перлман и сосценарист «Головоломки» Мег Лефов были объявлены сценаристами. К маю Marvel провёл переговоры с Авой Дюверней, чтобы предложить ей снять «Чёрную Пантеру» или «Капитан Марвел». Файги также заявил, что решение по поводу режиссуры будет принято к середине 2015 года. В сентябре того же года Файги сказал, что кастинг начнётся только в 2016 году: «Сценарий пока что пишут, выясняя, как мы хотим сделать Кэрол Дэнверс, и действительно какую структуру будет представлять нам фильм и какова будет её роль в других фильмах третьей фазы». В октябре 2015 года Marvel снова перенёс дату выхода фильма на 8 марта 2019 года.
Файги заявил в апреле 2016 года, что режиссёр фильма будет объявлен «в следующие месяц-два», и что актёры будут названы в конце лета. В следующем месяце имя режиссёра инди-фильмов Эмили Кармайкл появилась в списке претендентов на постановку фильма, а к июню Бри Ларсон стала главной претенденткой на роль Капитана Марвел. Ларсон была утверждена на роль на San Diego Comic-Con International. Также на Comic-Con, Файги сказал, что поиски режиссёра были сужены до «шорт-листа из 10», и надеялся, что сможет объявить о выборе «к концу лета». В августе Перлман поделилась интересной подробностью о том, что происхождение персонажа в фильме претерпит некоторые изменения из-за схожести с Зелёным Фонарём, сказав: «Мы собираемся конкретно переизобрести некоторые черты персонажа. В то же время, мы не забываем, что Кэрол Дэнверс — часть общей Вселенной, поэтому следим за тем, чтобы её собственная история была захватывающей и весёлой, но в то же время не противоречила глобальным событиям». Позже Файги сказал об этом: «Самое крутое то, что она будет самым сильным персонажем, которого мы когда-либо представляли в кино. „Какие у неё ограничения? Слабости?“ — это основа истории, которую мы пишем. У неё, как вы знаете из комиксов, очень интересная история, и мы нашли крутой и уникальный способ её рассказать. Никаких утечек на тему того, что и как мы делаем с этим фильмом, пока не было, но всё будет круто. Она окажется очень важным персонажем в нашей вселенной для всех наших фильмов».

### Подготовка к съёмкам
В марте 2017 года стало известно, что Marvel приступит к съёмкам в январе 2018 года; однако в апреле Файги заявил, что съёмки начнутся в феврале 2018 года. В то же время Marvel объявил, что режиссёрами фильма стали Анна Боден и Райан Флек. В июле 2017 года выяснилось, что Сэмюэл Л. Джексон появится в фильме, повторив свою роль Ника Фьюри.

### Съёмки
Натурные съёмки начались в конце января 2018 года. Тем временем в сети появились фотографии со съёмочной площадки, где Ларсон носит зелёно-чёрный костюм вместо классического красно-синего. Файги рассказал, что Marvel осознаёт и принимает любые риски, связанные с публикацией фото со съёмок. «Любую информацию о том, что происходит на съёмках, СМИ всегда приводит вне контекста», — отмечал продюсер.
В феврале Джемма Чан получила роль Минн-Эрвы. Месяц спустя, Деванда Уайз была вынуждена покинуть проект из-за конфликта в съёмочном графике сериала «Ей это нужно позарез». В итоге её заменила Лашана Линч. В конце марта Джимон Хонсу, Ли Пейс и Кларк Грегг вошли в актёрский состав в ролях Кората, Ронана Обвинителя и Фила Колсона соответственно. Ранее Хонсу и Пейс играли своих персонажей в первой части «Стражей Галактики», а Грегг в сериале «Агенты „Щ. И. Т.“» и других фильмах первой фазы КВМ. Также состав актёров пополнили Альхенис Перес Сото, Рюн Темт и Маккенна Грейс. Тем временем студия Marvel опубликовала пресс-релиз, в котором подтвердила, что Боден, Флек, Лиз Флэхайв и Карли Менш помогают Лефов, Перлман и Робертсон-Дуорет доработать сценарий.
Основной съёмочный этап стартовал 19 марта в Лос-Анджелесе. Позднее на той же неделе сцены снимались в Окснарде (штат Калифорния). В мае съёмки проходили у озера Шейвер-Лейк. В это время к актёрскому составу присоединилась Аннетт Бенинг. Среди других съёмочных локаций были использованы Сими-Валли, авиабаза «Эдвардс» и долина Люцерн. В конце июня съёмочная группа переехала в Новый Орлеан на две недели. При съёмках сцен с кошкой Гусей использовалась кукла или CGI-графика, так как у Бри Ларсон аллергия на кошек. Съёмки завершились 6 июля.
В целом съёмка велась широкоформатной камерой Arri Alexa 65, оснащённой объективом Panavision Sphero. В качестве оператора-постановщика выступил Бен Дэвис, ранее работавший над картинами Marvel «Стражи Галактики», «Мстители: Эра Альтрона» и «Доктор Стрэндж». Некоторые сцены снимались на Panavision DXL2 и Red Weapon VV Monstro.

## Музыка
Пинар Топрак подписала контракт на написание музыки к фильму в июне 2018 года, что сделало её первой женщиной, написавшей музыку к фильму КВМ. Топрак начала с создания темы главного героя, а затем разработала темы для Кри и Скруллов, которых она пыталась соединить, чтобы «найти вселенную» для сцен фильма в космосе и на Земле. Топрак хотела, чтобы тема «Капитан Марвел» была узнаваема с первых двух нот. Помимо музыки Топрак, саундтрек к фильму включает тему Алана Сильвестри из «Мстителей» (2012), «Фанфары студии Marvel» Майкла Джаккино, которые проигрываются поверх логотипа Marvel Studios и упоминаются во время эпизодического появления Стэна Ли и песни с 1990-х годов.
В апреле 2019 года Марк Сальсидо с веб-сайта Screen Geek заявил, что Marvel и режиссёры фильма были недовольны работой Топрак над фильмом даже после того, как она ответила на «достаточные» примечания и заменила её в качестве композитора для фильма на Джаккино. Джаккино ответил на этот отчёт, подтвердив своё участие в фильме, и рассказал, что его попросили дать отзыв о работе Топрак, когда он работал с Marvel над музыкой к фильму «Человек-паук: Вдали от дома» (2019). Он думает, что Топрак написала «красивую тему и вдохновляющую музыку» для фильма и помог ей поработать над «несколькими репликами», которые, по его словам, означали, что он поддерживал её как члена «семьи» Marvel. Джаккино дал понять, что он «не писал музыку для Капитан Марвела… Суть в том, что [Топрак] — потрясающий композитор и, конечно, не нуждается во мне».

## Прокат
«Капитан Марвел» вышел на экраны 8 марта 2019 года в Северной Америке в формате IMAX. Первоначально, фильм должен был выйти на экраны 6 июля 2017 года, но потом его передвинули на 2 ноября 2018 года, а вместо него выпустили фильм «Человек-паук: Возвращение домой». В октябре 2017 года релиз фильма снова перенесли, на сей раз на 7 марта 2019 года, а на первоначальную дату (6 июля 2017 года) поставили фильм «Человек-муравей и Оса».

### Маркетинг
В апреле 2017 года на Олимпийских играх NBC была опубликована фотография американской горнолыжницы Микаэлы Шиффрин, которая носила лыжный костюм Капитана Марвел для перекрёстного продвижения зимних Олимпийских игр 2018. Первый тизер-трейлер вышел 18 сентября 2018 года на шоу «Good Morning America». 3 декабря 2018 года был продемонстрирован второй трейлер фильма.
В ночь с 3 на 4 февраля 2019 года во время Супербоул LIII был представлен специальный 30-секундный ролик фильма.

### Кассовые сборы
Фильм «Капитан Марвел» заработал 426 829 839 $ в Северной Америке и 704 586 607 $ в других странах (из них 20 127 342 $ — в России); общие сборы составляют 1 131 416 446 $.

## Реакция

### Отзывы критиков
Доля положительных отзывов на сайте Rotten Tomatoes, основанная на 543 обзорах, составила 79 % со средней оценкой 6,8/10, что в целом можно оценивать, как сдержанно-положительные отзывы. Консенсус критиков гласит: «Наполненный экшеном, юмором и визуально острыми моментами, фильм „Капитан Марвел“ представляет историю происхождения новоиспечённой супергероини КВМ, в которой эффективно используется фирменная формула франшизы». Средневзвешанная оценка критиков на сайте Metacritic составила 64 балла из 100 возможных на основе 56 отзывов. Отзывы зрительской аудитории на фильм были смешанными. Средняя пользовательская оценка на Metacritic составила 3.5 из 10. По итогу голосования сайта CinemaScore, зрители дали ленте оценку А по шкале от А+ до F, по результатам голосования на сайте PostTrak, оценка пользователей составила 84 %, а «рекомендовано к просмотру» поставили 73 % пользователей.
Критик «The New York Times» назвал историю в целом банальной и стандартной для фильма Marvel, но картина запоминается хорошей игрой таких актёров, как Аннетт Бенинг, Джуд Лоу и Бен Мендельсон. Рецензент журнала «Los Angeles Times» высоко оценил выступление Ларсон, а также работу режиссёров Анны Боден и Райана Флека. Он заметил, что сюжет не лишён своего чувства юмора и лучше раскрывает становление героини супергероем и её борьбы с предрассудками, чем фильм о Чудо-Женщине. Тем не менее фирменный стиль Боден и Флека тут едва ли замечается. Похожее мнение оставил критик Variety, похвалив фильм за хорошую режиссуру, заметив, что в фильме прослеживается фирменный стиль Marvel, однако с минимальными признаками авторского стиля режиссёров, критик счёл историю захватывающей, полной чувства юмора и погружающей. Бернард Бу с сайта PopMatters заметил, что помимо затрагивания серьёзной темы полового неравенства, история получилась беззаботной, полной чувства юмора, отсылок к 90-м годам и обогащающей в целом киновселенную Marvel.
Многие критики дали сдержанные оценки фильму. Согласно Тодду Маккарти из «The Hollywood Reporter», картина в общем получилась посредственной по меркам экранизации Marvel, с милым визуальным стилем и милыми злодеями. Дэвид Эрлих из IndieWire дал фильму оценку «C−», назвав историю просто приквелом «Мстителей», а сам фильм — довольно посредственным. Критик PopMatters заметил, что фильм стал крупной ошибкой Marvel, позиционируя себя как первый фильм с женщиной: призванный бороться с гендерными стереотипами, сам фильм получился слишком банальным и лишённым своей идентичности в рамках канона Marvel. Главная героиня, кроме того, что она самый могущественный герой вселенной Marvel, не может похвастаться другими особенностями и аспектами личности.
Оценка российских критиков также смешанная и соответствует оценке западных критиков со средней оценкой в 68 баллов из 100 по данным агрегатора «Критиканство» и 6,3 баллов из 10 по данным 40 рецензий на сайте Megacritic. Такие издания, как, например, КГ-Портал, Time Out или Great Gamer, оставили положительные оценки фильму, сайты The Village, Российская газета и Игромания — смешанные, а сайты CinemaFlood и FatCatSlim — отрицательные.

### Негативная реакция
Ещё до выпуска фильма, в интернете был найден старый твит актрисы Бри Ларсон, играющей роль капитана Марвел, где она изъявляла желание видеть среди критиков больше темнокожих женщин вместо белых мужчин, указывая на то, что расовое и половое распределение критиков сильно не соответствует демографии населения США и зрителей. Это вызвало гневную реакцию среди части интернет-пользователей, в том числе из числа альт-райт, которые сочли слова Ларсон дискриминацией белых мужчин, а создателей кино обвинили в пропаганде феминизма и левой идеологии. Они развернули кампанию по дискредитации фильма и актрисы на YouTube, а также обвала рейтинга ожидания на агрегаторе Rotten Tomatoes в надежде обеспечить ленте кассовый провал. Так, рейтинг ожидания на агрегаторе спустился до 28 %, а Ларсон начала получать множество оскорбительных сообщений и угроз в свой адрес. Rotten Tomatoes отключила возможность предрелизной оценки фильма объясняя это редизайном сайта. Противники же в ответ принялись занижать оценки других фильмов. Помимо прочего, противники стали призывать идти на экранизацию манги «Алита: Боевой ангел» Роберта Родригеса вместо «Капитана Марвел». В первый день выхода фильма, средняя оценка пользователей составляла всего 33 %, что списывали на активность хейтеров и троллей, однако их активность спала в следующие дни и по состоянию на 11 марта, пользовательская оценка фильма составляла уже 58 %. Через неделю после выхода фильма, агрегатор Rotten Tomatoes объявил, что намерен изменить процесс публикации отзывов пользователей таким образом, чтобы оценки могли оставлять только пользователи, подтвердившие, что посмотрели или купили фильм, таким образом агрегатор надеется защитить будущие киноленты от искусственных занижений оценок.
Редакция Vox утверждает, что несмотря на то, что фильмы с главными героями женщинами или темнокожими персонажами остаются редкостью на фоне остальных фантастических лент, они почти всегда рискуют стать причиной споров и скандалов из-за ксенофобии части интернет-пользователей по мнению редакции. Как пример приводится негативное отношение к актёрам, принявшим участие в новом фильме по «Звёздным войнам», «Охотники за привидениями», а также фильмом от Marvel «Чёрная пантера». Вопреки попытке дискредитации фильма и актрисы чтобы добиться провала фильма, картину ждали большие кассовые сборы, так за первый день, они составили более 100 млн $, а по состоянию на 11 марта, мировые сборы фильма составили уже 455 миллионов долларов, что сделало «Капитана Марвел» вторым самым кассовым фильмом Marvel за первые выходные сборов, опередив «Чёрную пантеру», но уступив фильму «Мстители: Война Бесконечности».
Ещё до скандала, некоторые пользователи выражали своё недовольство по поводу не достаточно сексуального образа Капитана Марвел в исполнении Бри Ларсон из-за того, что её костюм не обнажал части тела, как например у Чудо-женщины, дизайн костюма был основан на версии костюма комикса 2012 года, который нашёл широкий отклик среди женщин-читателей и ставший самым любимым косплеем среди фанаток Marvel. Помимо этого, противники указывали на бедную мимику Бри Ларсон в трейлерах, защитники указали им на то, что для актёров, играющих супергероев в целом типична бедная мимика.

## Продолжение
В феврале 2019 года Бри Ларсон проявила интерес к появлению Камалы Хан / Мисс Марвел в сиквеле. Ранее Кевин Файги заявлял о планах представить Мисс Марвел в КВМ после премьеры «Капитана Марвел». Позже продюсер отметил, что у него есть «удивительные» идеи о продолжении «Капитана Марвел». Также Кевин рассказал, что сюжет продолжения может происходить между завершением первого фильма и появлением Кэрол Денверс в кинокомиксе «Мстители: Финал». Лашана Линч выразила заинтересованность в возвращении к роли Марии Рамбо. На фестивале Comic-Con 2019 в Сан-Диего Файги подтвердил, что сиквел находится на ранней стадии разработки. В январе 2020 года Меган Макдоннелл вошла в финальные переговоры по поводу написания сценария. Флек и Боден отказались от съёмок сиквела, и студия приступила к поискам женщины-режиссёра. В августе 2020 года режиссёром картины была назначена Ниа Дакоста. Сиквел, сюжет которого будет происходить в настоящем, выйдет 10 ноября 2023 года.

## Комментарии
1. ↑  События сцены после титров фильма «Мстители: Война бесконечности»[3] (2018).